# Буххофен
Буххофен (њем. Buchhofen) општина је у њемачкој савезној држави Баварска. Једно је од 26 општинских средишта округа Дегендорф. Према процјени из 2010. у општини је живјело 945 становника. Посједује регионалну шифру (AGS) 9271118.

## Географски и демографски подаци
Буххофен се налази у савезној држави Баварска у округу Дегендорф. Општина се налази на надморској висини од 331 метра. Површина општине износи 15,7 km². У самом мјесту је, према процјени из 2010. године, живјело 945 становника. Просјечна густина становништва износи 60 становника/km².